# Subúrbios do Sul (Cidade do Cabo)
Os Subúrbios do Sul (em inglês Southern Suburbs) são um conjunto de subúrbios da Cidade do Cabo, a capital legislativa da África do Sul. O grupo inclui os subúrbios de Rondebosch, Claremont, Plumstead, Ottery, Wynberg, Newlands, Constantia e Bishopscourt, bem como, em alguns aspectos, Pinelands e Observatory.
Situados na ladeira sul da montanha da Mesa, dentro de um vale fértil e sob uma ampla planície próxima da baía da Mesa, os Subúrbios do Sul são considerados os mais ricos da área metropolitana, compreendendo os bairros mais exclusivos da cidade.
Em 2001, tinha uma população de 100 mil habitantes, a maioria composta de brancos anglófonos.

## Galeria

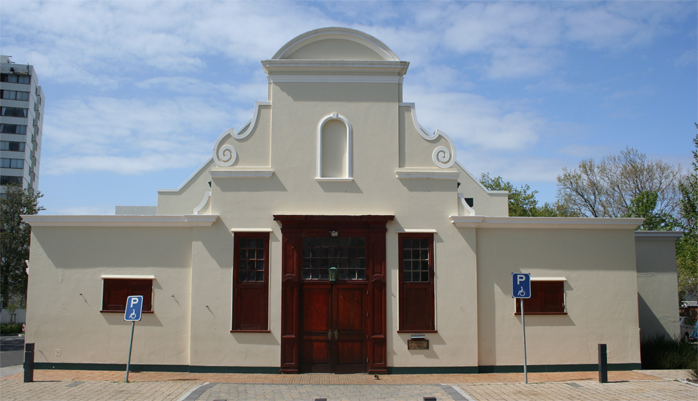
Centro Cívico de Claremont.
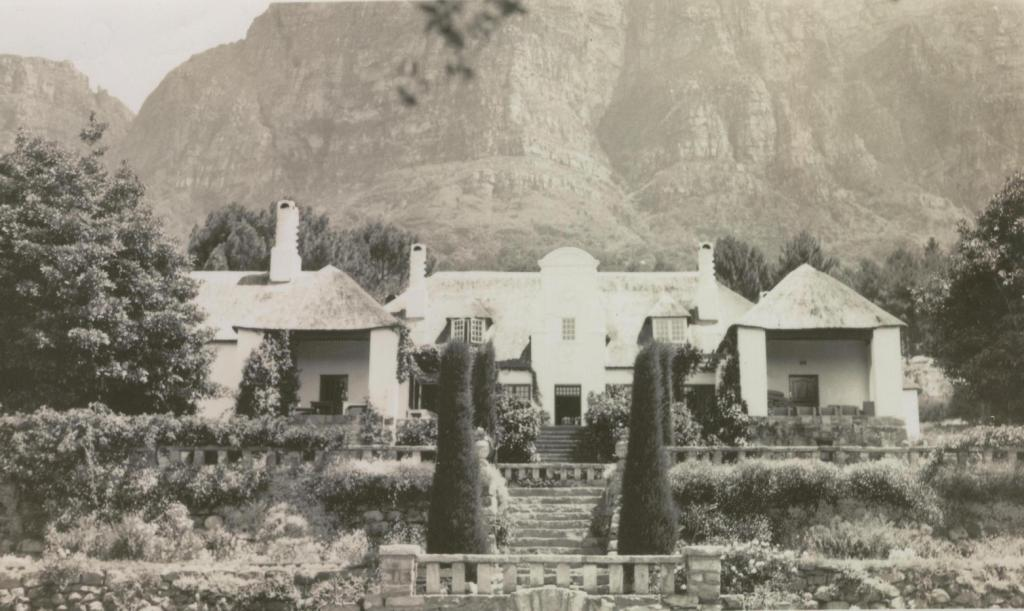
Fernwood Manor, em Newlands.
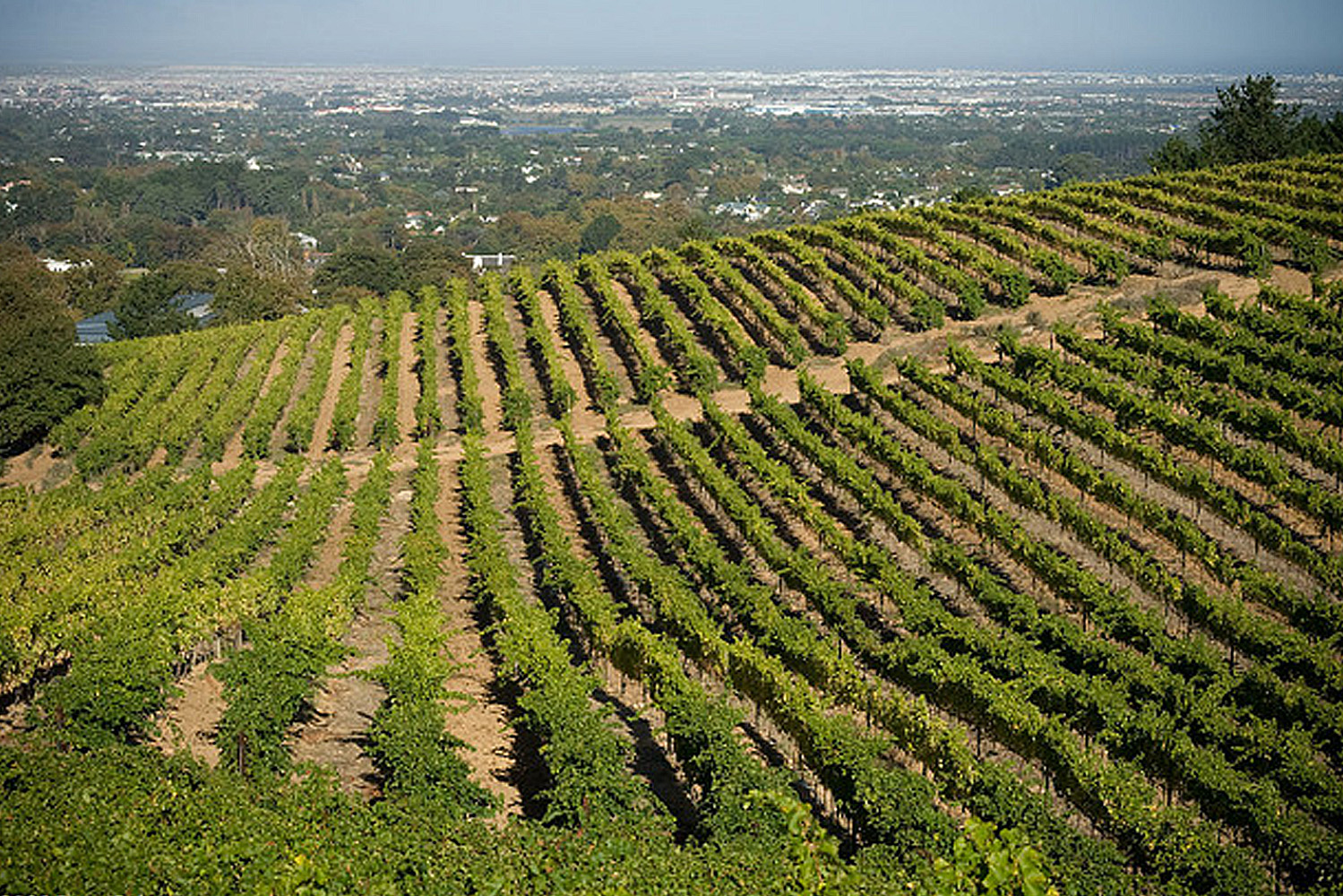
Vinhedos de Constantia.
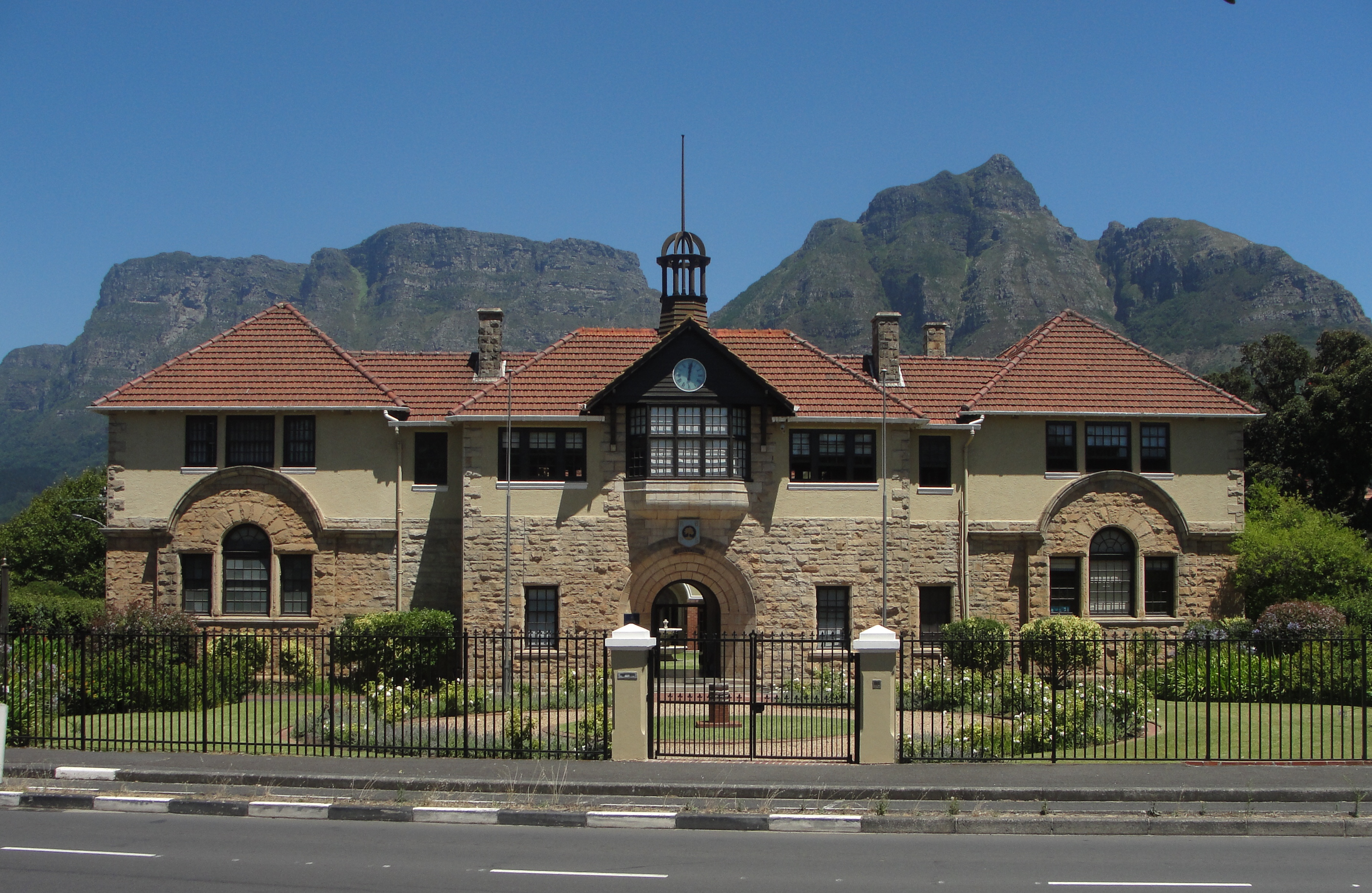
Rondebosch Boys' Preparatory School
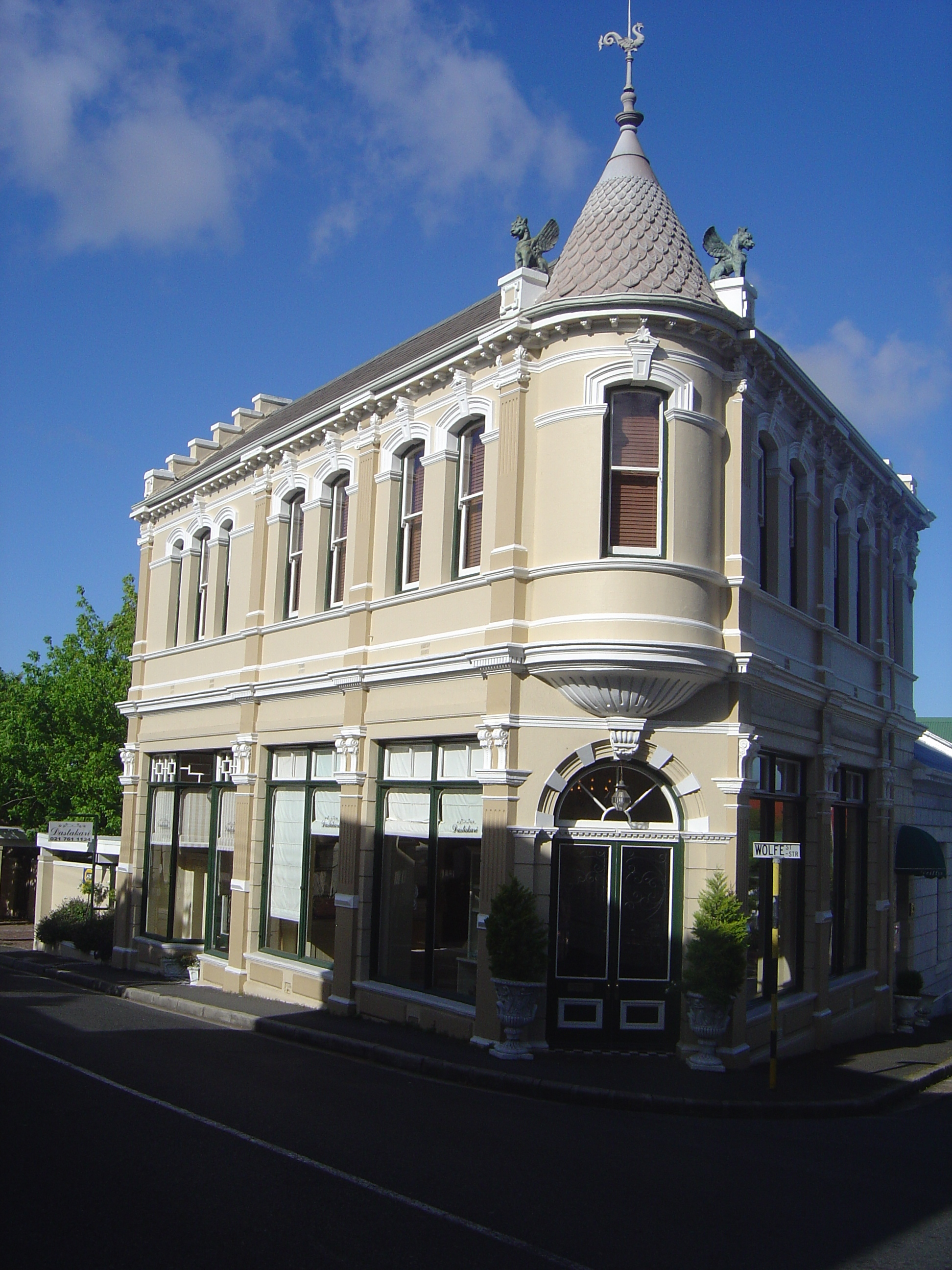
Griffin House, em Wynberg.